# Campionati del mondo di ciclocross 1965
I Campionati del mondo di ciclocross 1965 si svolsero a Cavaria, in Italia, il 14 febbraio.

## Medagliere
| Pos.   | Nazione        | Oro | Argento | Bronzo | Totale |
| ------ | -------------- | --- | ------- | ------ | ------ |
| 1      | Italia         | 1   | 0       | 1      | 2      |
| 2      | Germania Ovest | 0   | 1       | 0      | 1      |
| Totale | Totale         | 1   | 1       | 1      | 3      |

## Sommario degli eventi
| Eventi         | Oro                 | Tempo  | Argento                       | Tempo | Bronzo                  | Tempo   |
| Uomini         |                     |        |                               |       |                         |         |
| Elite dettagli | Renato Longo Italia | 58'23" | Rolf Wolfshohl Germania Ovest | a 13" | Americo Severini Italia | a 1'21" |